# Lucjan Siemieński
Lucjan Hipolit Siemieński (ur. 13 sierpnia 1807 w Kamiennej Górze, zm. 27 listopada 1877 w Krakowie) – polski poeta, pisarz, publicysta, krytyk literacki, tłumacz, uczestnik powstania listopadowego; w latach 1849–1850 profesor Uniwersytetu Jagiellońskiego, członek Akademii Umiejętności (1873); przetłumaczył m.in. Odyseję Homera (1873).

## Życiorys
Lucjan Siemieński pochodził z rodziny ziemiańskiej. Kształcił się w gimnazjum pijarów w Lublinie i Liceum Richelieu'go w Odessie. Brał udział w powstaniu listopadowych, w którym był ranny i wzięty do niewoli. Po powrocie do Galicji wstąpił do Związku Dwudziestu Jeden. Przyjaźnił się z Sewerynem Goszczyńskim, należał do grupy Ziewonia. Za działalność spiskową był kilkukrotnie aresztowany.
W 1838 Siemieński wyemigrował do Francji, uciekając przed aresztowaniami. Tam wstąpił do Towarzystwa Demokratycznego Polskiego. W 1842 związał się z Andrzejem Towiańskim. W latach 1843–1846 przebywał w Wielkopolsce. W 1848 brał udział w Zjeździe Słowiańskim w Pradze.
W 1848 osiadł w Krakowie, gdzie związał się z konserwatywnymi środowiskami, skupionymi wokół pism „Czas” (od 1849 do 1852 był redaktorem naczelnym, w latach 1856–1860 był redaktorem dodatku literackiego gazety) i „Przegląd Polski”. W latach 1849–1850 wykładał literaturę powszechną na Uniwersytecie Jagiellońskim. Był współzałożycielem i członkiem Akademii Umiejętności.
Lucjan Siemieński został pochowany na cmentarzu Rakowickim w Krakowie, w 1881 jego prochy złożono w Krypcie Zasłużonych na Skałce.

## Twórczość
Siemieński debiutował wierszem Podróżny, opublikowanym w 1828 w czasopiśmie „Wanda”. Był autorem licznych wierszy, inspirowanych polskim i ukraińskim folklorem, felietonów, gawęd biograficznych, prac historycznych i literaturoznawczych. Wraz z innymi autorami usiłował stworzyć literacki ekwiwalent epiki, wzorowanej na starosłowiańskiej, która nie była bogato reprezentowana w dawniejszej literaturze polskiej. Były to utwory oparte na legendach lub wydarzeniach historycznych, o archaizowanej składki i języku (np. Trąby w Dnieprze, 1838).
Przełożył na język polski m.in. Odyseję Homera (jako Odys słowiański), Słowo o wyprawie Igora (1833, fragmenty), Rękopis królowodworski (1833), utwory Michała Anioła (w zbiorze "Poezye Michała – Anioła Buonarrotego"), Horacego. Jest także twórcą i tłumaczem antologii Święci poeci. Pieśni mistycznej miłości.
Wraz z Augustem Bielowskim spolszczył dumki, ukraińskie pieśni ludowe, wydane w 1838 w tomiku Dumki. W tym samym tomie umieścił też stylizowane dumki własnego autorstwa: Narzeczony, Napierski, Czerniawa.

### Dzieła
- Dumki (1838) – zbiór tłumaczonych i własnych dumek, w tym Napierski
- Trąby w Dnieprze (1838)
- Pamiątki o Samuelu Zborowskim (Poznań 1844)
- Wieczory pod lipą czyli historyja narodu polskiego opowiadana przez Grzegorza z pod Racławic (Poznań 1847)[2]
- Album polskich malarzy (Kraków 1859)[3]